# OK Go
OK GO er et amerikansk rockband fra Chicago og Washington D.C..
I 2005 udsendte de deres andet album Oh No. Albummet er produceret i Malmø, Sverige af Tore Johansson der bl.a. står navne som Franz Ferdinand og The Cardigans. 
Ok Go spiller rock’n’roll og er inspireret af navne som Cheap Trick, Raspberries, T. Rex og Queen.[kilde mangler]
I 2010 udkom deres tredje album med titlen Of The Blue Colour Of The Sky. Den første single fra albummet var "WTF". Det er blevet til i samarbejde med Flaming Lips-producer David Fridmann.

## Diskografi
- OK Go (2002)
- Oh No (2005)
- Of the Blue Colour of the Sky (2010)
- Hungry Ghosts (2014)